# 그레이엄 스캔

2차원 볼록 껍질을 찾는 그레이엄 스캔의 예시

그레이엄의 스캔(Graham Scan)은 평면상에서 유한한 점들의 볼록 껍질을 찾는 방법으로, 시간 복잡도는 O(n log n)이다. 이것의 이름은 로널드 그레이엄이 1972년 원시 알고리즘을 출판한 뒤에 붙여졌다. 이 알고리즘은 볼록껍질의 모든 정점들을 테두리를 따라 찾는다. 그이 알고리즘은 경계의 오목성을 효율적으로 감지하고 제거하기 위해 스택을 사용한다.

## 알고리즘

위에서 볼 수 있듯이 PAB와 ABC는 반시계 방향이지만, BCD는 그렇지 않다. 알고리즘은 이러한 상황을 감지하고 반시계 방향이 될 때까지(위 그림에서 ABD) 이전에 고른 점을 버린다.

첫 단계로 y좌표가 가장 작은 점을 찾는다. 만약 y좌표가 가장 작은 점이 두 개 이상일 경우, 그 중에서 x좌표가 가장 작은 점을 고른다. 이 점을 P라고 하자. 이 단계는 점의 개수를 n이라고 할 때 O(n)에 수행된다.
다음으로, 점들의 집합은 점 P로부터 x축에 대해 각도가 증가하는 순으로 정렬된다. 모든 일반적인 목적의 정렬 알고리즘은 이 과정에 적절하다. 예로, 힙 정렬 (O(n log n))이 사용될 수 있다.
각도 순으로 정렬할 때 각을 계산할 필요는 없으며, 구간 {\displaystyle [0,\pi ]}{\displaystyle }에서 단조인 임의의 함수를 사용할 수 있다. 스칼라곱을 이용하여 쉽게 계산할 수 있는 코사인이나, P에서 점까지의 직선의 기울기를 사용할 수도 있다. 만약 수의 정밀도가 중요할 때, 정렬 알고리즘에 사용하는 비교 함수는 외적의 부호를 통해 상대각(좌회전, 우회전)을 판정할 수 있다.
알고리즘은 정렬된 배열의 각 점들을 순차적으로 처리한다. 각 점마다 우선 바로 앞의 두 점을 지나서 이 점으로 도달할 때 어느 방향으로 회전하는지를 판정한다. 우회전할 경우 맨 끝에서 두 번째 점은 볼록 껍질에 속하지 않고 그 '안에' 있음을 알 수 있다. 그런 다음에는 현재의 점과 내부에 있는 것으로 판정한 점 바로 앞의 두 점에 대해 동일한 판정을 반복하며, 좌회전이 될 경우 껍질 내부에 있는 점을 제외하고(다시 고려할 필요가 없으므로) 다음 점으로 넘어간다. (어떤 경우에는 볼록 껍질의 경계 위에 있는 모든 점을 찾아야 하기 때문에, 어느 단계에서든 세 점이 한 직선 위에 있을 때는 그 점을 버리거나 이를 보고할 수 있다.)
여기서도 세 점이 좌회전 혹은 우회전을 구성하는지 판정하는 데는 두 직선이 이루는 각을 실제로 구할 필요가 없으며, 간단한 계산으로 구할 수 있다. 세 점 {\displaystyle P_{1}=(x_{1},y_{1})}, {\displaystyle P_{2}=(x_{2},y_{2})}, {\displaystyle P_{3}=(x_{3},y_{3})}에 대해 두 벡터 {\displaystyle {\overrightarrow {P_{1}P_{2}}}}와 {\displaystyle {\overrightarrow {P_{1}P_{3}}}}의 외적의 z좌표를 식 {\displaystyle (x_{2}-x_{1})(y_{3}-y_{1})-(y_{2}-y_{1})(x_{3}-x_{1})}으로 구할 수 있다. 이 값이 0이면 세 점이 한 직선 위에 있고, 양수이면 "좌회전", 즉 반시계 방향이며, 음수이면 "우회전", 즉 시계 방향이다.
이 과정이 처음 시작한 점으로 돌아오면 알고리즘이 종료된 것이며, 스택에는 반시계 방향 순서로 볼록 껍질 위에 있는 점이 저장되어 있다.

## 시간 복잡도
점들을 정렬하는 데 필요한 시간 복잡도는 O(n log n)이다. 반복문 부분의 시간 복잡도는 O(n2)처럼 보일 수 있지만, 각 점마다 뒤로 돌아가서 이전 점이 "우회전"을 하는지만 확인하며, 각 점을 최대 2번까지만 확인한다고 생각할 수 있기 때문에 실제로는 O(n)이다. 각 점은 "좌회전"의 {\displaystyle (x_{2},y_{2})}로 한 번(이후에는 다음 점 {\displaystyle (x_{3},y_{3})}으로 넘어가므로), "우회전"의 {\displaystyle (x_{2},y_{2})}로 한 번(이후에는 이 점 {\displaystyle (x_{2},y_{2})}이 제거되므로)어 등장한다. 정렬에 필요한 시간 복잡도가 실제로 볼록 껍질을 계산하는 시간보다 길기 때문에 전체 시간 복잡도는 O(n log n)이다.

## 의사코드
아래의 코드는 함수 ccw를 사용하며, ccw > 0이면 세 점이 반시계 방향으로, ccw < 0이면 시계 방향으로 꺾이며, ccw = 0이면 한 직선 위에 있다. (실제 응용에서는 좌표가 임의의 실수일 경우 이 함수가 부동소수점 비교를 정확히 수행해야 하며, "거의" 한 직선 위에 있는 점에서 발생하는 수치적 특이점에도 유의해야 한다.)
계산 결과를 stack에 저장하는 것으로 하자.
```
let
 points 
be
 the list of points

let
 stack = empty_stack()
```

```
find
 the lowest y-coordinate and leftmost point, called P0

sort
 points by polar angle with P0, if several points have the same polar angle then only keep the farthest
```

```
for
 point 
in
 points:
    # pop the last point from the stack if we turn clockwise to reach this point
    
while
 
count
 stack > 1 and 
ccw
(next_to_top(stack), top(stack), point) <= 0:
        
pop
 stack
    
push
 point 
to
 stack

end
```

이제 스택에는 P0이 첫 점이고 반시계 방향으로 정렬되어 있는 볼록 껍질이 들어 있다.
여기서 next_to_top()은 스택을 변경하지 않고 꼭대기에서 바로 아래에 있는 원소를, top()은 꼭대기에 있는 원소를 반환하는 함수이다.
이 의사코드는 Introduction to Algorithms에서 가져온 것이다.

## 참고
이 알고리즘의 기본 개념은 입력이 각도 대신 x좌표로 정렬되어 있어도 적용할 수 있으며, 이때는 볼록 껍질의 위쪽과 아래쪽을 두 단계에 걸쳐 계산한다. 이렇게 수정된 알고리즘은 A. M. Andrew가 고안했으며 Andrew's Monotone Chain Algorithm으로 알려져 있다. 이 알고리즘은 그레이엄 스캔과 기본 성질이 같다.
그레이엄 스캔에서 스택을 활용하는 기법은 모든 최근접 최솟값 문제와 매우 비슷하며, 이 문제를 해결하는 병렬 알고리즘을 (그레이엄 스캔처럼) 정렬된 점들의 볼록 껍질을 효율적으로 계산하는 데도 사용할 수 있다.

## 수치적 정밀성
유한 정밀도 부동소수점 산술을 사용하는 알고리즘에서는 수치적 정밀성이 문제가 된다. 2004년의 논문에서는 특히 그레이엄 스캔을 구현하는 데 사용할 수 있는 간단한 증분 전략을 분석하였다. 이 논문에서 제시한 목표는 특히 이 알고리즘을 분석하는 것이라기보다는 계산기하학에서 어떤 부동소숫점 계산이 어떻게 실패할 수 있을지에 대한 교과서적 예제를 제공하는 것이었다. 나중에 D. Jiang과 N. F. Stewart가 이 논문에 부연하여 역방향 오차 분석을 통해 두 가지 중요한 결론을 이끌어냈다. 하나는 볼록 껍질이 well-conditioned인 문제이므로 이 문제를 해결하는 알고리즘의 오차가 합리적인 범위 이내일 것을 기대할 수 있다는 것이며, 다른 하나는 저자들이 (Steven Fortune의 이름을 따) Graham-Fortune이라고 부르는 그레이엄 스캔의 변형 알고리즘이 유한 정밀도와 정확하지 않은 값 문제를 "해결할 수 있는 최대한의 한도 내에서" 해결할 수 있음을 보인 것이다.

## 같이 보기
- 볼록 껍질 알고리즘